# Hana Sofia Lopes

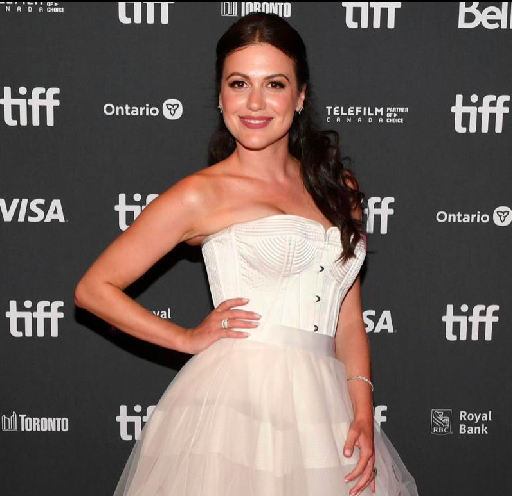
Hana Sofia Lopes auf der Weltpremiere von Kanaval TIFF 2023 in Toronto.

Hana Sofia Lopes (* 5. März 1990 in Luxemburg) ist eine luxemburgisch-portugiesische Schauspielerin.
Seit ihrer Ausbildung am Conservatoire National Supérieur d'Art Dramatique in Paris hat sie in über 60 Produktionen in Theater, Film und Fernsehen in Europa und Nordamerika mitgewirkt.
Hana Sofia war im Spielfilm Kanaval zu sehen, der im Rahmen des Toronto International Film Festival in der renommierten Sektion Centerpiece präsentiert wurde. Der Film wurde dort mit zwei Auszeichnungen, darunter den Amplified Voices Award geehrt. In Portugal ist sie bekannt für ihre Hauptrollen in erfolgreichen Prime-Time TV-Serien wie Coração D’Ouro und Mar Salgado. Zudem spielt sie 2025 die Hauptrolle an der Seite von Hans Sigl im ZDF-Thriller Flucht aus Lissabon.
Ihre erste Filmrolle hatte sie an der Seite der ebenfalls luxemburgischen Schauspielerin Vicky Krieps in Sexual Healing, einem Biopic über Marvin Gaye unter der Regie von Julian Temple, was den Beginn ihrer Filmkarriere markierte.
Als echte Polyglotte spricht sie fließend Französisch, Deutsch, Luxemburgisch, Portugiesisch, Spanisch, Englisch und Italienisch. Sie besitzt die luxemburgische und die portugiesische Staatsbürgerschaft.

## Biografie

### Kindheit und Ausbildung
Lopes wuchs mit ihren portugiesischen Eltern und einem älteren Bruder in Luxemburg auf. Da ihre Familie mütterlicherseits in den 1970er Jahren ins englischsprachige Kanada ausgewandert war, verbrachte Hana Sofia Lopes in ihrer Kindheit dort die Sommerferien, wodurch sie die englische Sprache von klein auf beherrscht.
Nach ihrer Schulausbildung am Athénée de Luxembourg studierte sie an der Hochschule für Theater und Film in Lissabon, an der sie 2012 ihren Abschluss machte. Im Rahmen des Erasmus-Programms absolvierte sie 2011 ein einjähriges Austauschstudium an der Real Escuela Superior de Arte Dramático in Madrid.
Anschließend studiert sie am Conservatoire National Supérieur d’Art Dramatique in Paris, unter anderem in den Klassen von Daniel Mesguich, Sandy Ouvrier und Caroline Marcadé.

### Karriere

#### Anfänge in Theater, Film und Fernsehen
Während einer Aufführung von Der Barbier von Sevilla am Konservatorium in Paris im Jahr 2014 entdeckte sie der Regisseur Marco Serafini auf und bot ihr die Hauptrolle in Toy Gun, einem von Serafini geplanten Spielfilm, an. In diesem Film spielt sie die weibliche Hauptrolle an der Seite von John Hannah, Anthony LaPaglia und Julian Sands. Ihre darstellerische Leistung wurde 2018 mit einer Nominierung als beste Schauspielerin beim Luxemburger Filmpreis 2018 gewürdigt.
Im Anschluss spielte sie eine spanische Anarchistin in dem belgisch-spanischen Spielfilm Escapada unter der Regie von Sarah Hirtt, in dem auch Sergi López und María León zu sehen sind.
2017 folgte ein Auftritt in der deutschen Fernsehserie Bad Banks, inszeniert von dem deutschen Regisseur Christian Schwochow und ausgestrahlt auf ARTE und ZDF. Diese Rolle stellte ihre erste Erfahrung in einer deutschsprachigen Produktion dar.
In demselben Jahr kehrte sie auf die Theaterbühne zurück. Sie spielte in Hexenjagd (The Crucible) von Arthur Miller unter der Regie des britischen Regisseurs Douglas Rintoul. 2018 übernahm sie die Hauptrolle in Intraquillités, einem Theaterstück basierend auf Das Buch der Unruhe von Fernando Pessoa, am Théâtre d’Esch in Esch an der Alzette.

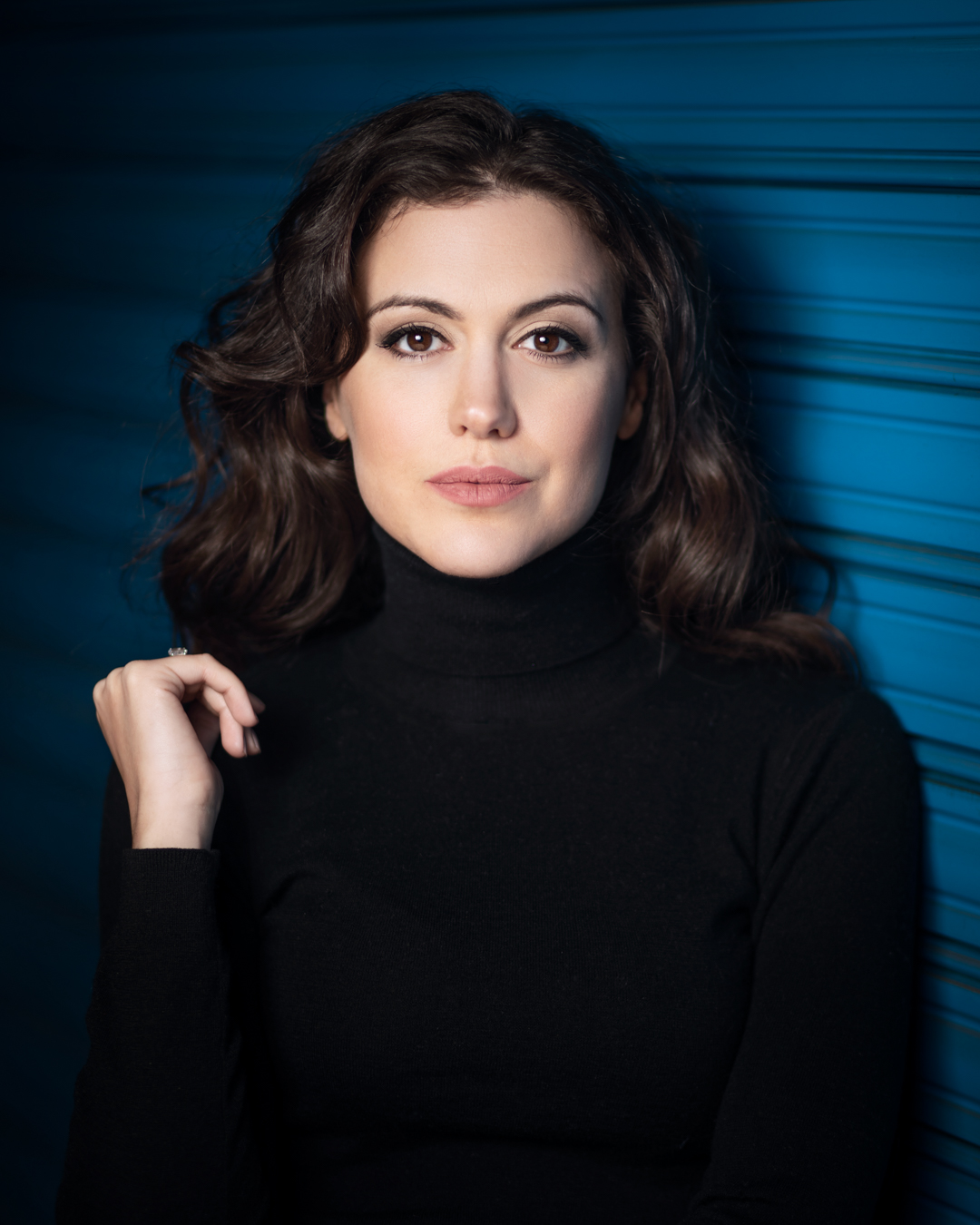
Hana Sofia Lopes in Lissabon (2020).

Daraufhin drehte sie gemeinsam mit Juliette Lewis und Henry Rollins den kanadischen Film Dreamland unter der Regie von Bruce McDonald.

#### Aufstieg in Portugal
Parallel dazu baute sie eine Karriere in Portugal auf. Ihre Rollen in den Fernsehserien Mar Salgado (2015) und Coração d’Ouro (2016), die in Koproduktion mit TV Globo entstanden und täglich von fast zwei Millionen Zuschauern verfolgt wurden, machten sie einem breiten Publikum in Portugal bekannt. 2017 übernahm sie die Rolle der Königin Isabella von Aragón und Kastilien in der historischen Fernsehserie Ministério do Tempo, die auf RTP ausgestrahlt wurde.

#### Internationale Theaterarbeit
Im Jahr 2020 wurde sie vom französischen Regisseur Michel Didym ausgewählt, die Rolle der Hanele, eine der Hauptrollen im Theaterstück Habiter le temps zu übernehmen. Nach der Premiere dieses Stücks im Dezember 2020 am Théâtre de la Manufacture in Nancy ging die Aufführung bis März 2022 auf Tournee durch Frankreich, Belgien und die Schweiz. Sie wurde unter anderem am Théâtre des Célestins in Lyon, am Théâtre Anthéa, Scène Nationale in Antibes, im Chateauvallon (Scène Nationale) in Toulon sowie im Opéra-Théâtre in Metz am 15. und 16. Januar 2022 aufgeführt.
Zwischen 2020 und 2024 trat sie in verschiedenen Theaterstücken an renommierten Orten wie dem Grand Théâtre de la Ville de Luxembourg und dem Teatro Nacional São João in Porto auf. Sie spielte unter anderem in Medea von Euripides, einer Aufführung in englischer Sprache, sowie in Hedda Gabler von Henrik Ibsen auf Französisch unter der Regie von Marja-Leena Junker.
Im Jahr 2023 entwickelte der Intendant der Ruhrfestspiele in Recklinghausen Frank Hoffmann eine eigens für sie geschriebene Rolle in seiner Inszenierung von The Iceman Cometh von Eugene O’Neill am Théâtre National du Luxembourg. Die Produktion war ein großer Publikumserfolg und wird zwischen den Spielzeiten 2023 und 2025 zwei Mal wiederaufgenommen.

#### Weltpremiere beim Toronto International Film Festival (Tiff 2023) und Netflix Präsenz
Hana Sofia Lopes letzter Spielfilm, Kanaval, unter der Regie des kanadisch-haitianischen Filmemachers Henri Pardo, bestätigt ihren Aufstieg auf internationalem Niveau. Der Film wurde beim Toronto International Film Festival im September 2023 ausgewählt, wo er den Amplified Voices Award sowie eine ehrenvolle Erwähnung für den besten kanadischen Film gewann und vier Nominierungen für die Canadian Screen Awards erhielt.
Hana spielt die Rolle der Maria in der zweiten Staffel der TV-Serie Capitani, die weltweit auf der Plattform Netflix ausgestrahlt wird.
Im Jahr 2024 war Hana Mitglied der internationalen Jury des CinEast Filmfestivals, zusammen mit u. a. Smoke Sauna Sisterhood Regisseurin Anna Hints. Die Jury stand unter dem Vorsitz vom deutsch-rumänischen Filmemachers Alexander Nanau, der für seinen Dokumentarfilm Collective für zwei Oscars nominiert wurde. Die Jury verlieh den Grand Prix an den litauischen Film Toxic, unter der Regie von Saulė Bliuvaitė.

### Erste Hauptrolle im deutschen Fernsehen
Im Jahr 2024 wurde sie vom ZDF für die Hauptrolle im Thriller Flucht aus Lissabon an der Seite von Hans Sigl ausgewählt, um die Figur der Sofia Moreno zu verkörpern. Der Film wurde am 17. März 2025 auf ZDF ausgestrahlt. Mit nahezu 6 Millionen Zuschauern und einem Marktanteil von rund 23 Prozent war der Film ein großer Erfolg im deutschen Fernsehen.
Tittelbach feierte Hana Sofia Lopes als "Eine echte Entdeckung für das deutsche Fernsehen."  Die Süddeutsche Zeitung widmete ihr ein Interview unter dem Titel "Auf die europäische Identität!" ein Porträt, das ihre kulturelle Tiefe und Vielseitigkeit würdigt.
Im Jahr 2025 veröffentlichte Forbes Portugal ein ausführliches Porträt über Hana Sofia Lopes, das ihren multikulturellen Werdegang hervorhebt sowie ihre Rolle als Botschafterin einer zeitgenössischen europäischen Soft Power durch ihre künstlerische Arbeit. Der Artikel mit dem Titel „Hana Sofia Lopes ist der lebende Beweis dafür, dass europäisches Talent keine Grenzen kennt“ betonte ihre mehrsprachige Karriere, den Einfluss des multikulturellen Umfelds Luxemburgs auf ihre künstlerische Entwicklung und ihre wachsende internationale Präsenz nach dem Erfolg des Films Flucht aus Lissabon.

## Filmografie und Theater

### Film / TV
- 2010: My Eyes have Seen You von Rodrigo Leão (Kurzfilm) : beautiful Woman
- 2012: Die Simpsons (Luxemburgische Stimme) : Nancy (1 Folge)
- 2012: Weemseesdet von Désirée Nosbusch: Carla (5 Folgen)
- 2012–2013: Comeback von u. a. Thierry Faber / Christophe Wagner : Samantha (12 Folgen)
- 2013: Someday von Vito Labalesta (Kurzfilm) : the girl
- 2013–2014: Os Filhos do Rock von Pedro Varela : Carla (2 Folgen)
- 2014: Amour fou von Jessica Hausner : ältere Schewster (Spielfilm)
- 2015: Ouni Moose von Adolf El Assal (Kurzfilm): Manon
- 2015: Mar Salgado von u. a. Sergio Graciano: Camila Real (TV, 20 Folgen)
- 2015–2016: Coração d’Ouro von u. a. Sergio Graciano: Adriana Noronha (TV, 300 Folgen)
- 2016: Les Survivants von Luc Jabon : Lena
- 2017: Bad Banks von Christian Schwochow Christian Schwochow: Lola (1 épisode)
- 2018: Zëmmer ze verlounen von Marco Serafini: Sophie Welter (TV, 12 Folgen)
- 2019: Toy Gun von Marco Serafini: Giulia Redondini (weibliche Hauptrolle, Spielfilm)
- 2019: Sexual Healing von Julian Temple : Ivy Keaton (Spielfilm)
- 2019: Escapada von Sarah Hirtt : Lola (Spielfilm)
- 2020: Dreamland von Bruce McDonald: Colero (Spielfilm)
- 2022: Capitani 2 von Thierry Faber: Maria (Netflix, 5 Folgen)
- 2022: E.A.F. von Lucie Wahl: Rapha (Kurzfilm)
- 2023: Melusina von Whitey Fortmueller: Melusina (Kurzfilm)
- 2023: La bête qui sommeille en nous von Jonathan Becker: Violette (Kurzfilm)
- 2024: Kanaval von Henri Pardo: Justine (Spielfilm)
- 2024: O Som e a Sílaba von Miguel Fallabela: Mathilde Lopes (Disney+ Brasil Series)
- 2025: Mission 160 von Lucie Wahl: Sofia (Kurzfilm)
- 2025: Flucht aus Lissabon von Hans Hinrich Koch / Regie: Steffi Doehleman: Sofia Moreno (Hauptrolle)

### Theater
- 2010: Die Phönikerinnen von Seneca im Centro Cultural de Belém, Lisboa, Portugal
- 2010: Drei Schwestern von Anton Tschechow in der Escola Superior de Teatro e Cinema de Lisboa, Portugal
- 2011: Auto da Barca do Inferno von Gil Vicente in der Escola Superior de Teatro e Cinema de Lisboa, Portugal
- 2011: Was ihr wollt von William Shakespeare in der Escola Superior de Teatro e Cinema de Lisboa, Portugal
- 2011: Peanuts von Fausto Paravidino im Theatre National du Luxembourg, Luxemburg
- 2012: Ce formidable bordel ! d'Eugène Ionesco in der Real Escuela Superior de Arte Dramático de Madrid, Spanien
- 2012: Por el torno y el sótano von Tirso de Molina in der Real Escuela Superior de Arte Dramático de Madrid, Spanien
- 2014: Geschichten aus dem Wiener Wald von Ödön von Horváth, im Conservatoire National Superieur d’Art Dramatique de Paris, Frankreich
- 2014: Le Mariage de Figaro von Beaumarchais, im Conservatoire National Superieur d’Art Dramatique de Paris, Frankreich
- 2017: Hexenjagd[33] von Arthur Miller im Grand Théâtre de la Ville de Luxembourg, Luxemburg
- 2018: Das Buch der Unruhe von Fernando Pessoa im Théâtre d’Esch, Luxembourg
- 2019: Dealing with Clair von Martin Crimp im Kapuzinertheater, Luxemburg
- 2020–2021: Hedda Gabler von Henrik Ibsen im Grand Théâtre de la Ville de Luxembourg + Tour in Frankreich
- 2020–2021: O começo perdido von Pedro Martins Beja[34] im Teatro Nacional São João, Porto, Portugal
- 2020–2022: Habiter le temps von Rasmus Lindberg im Théâtre de la Manufacture de Nancy, Frankreich + Frankreich Tour
- 2022: Medea von Euripides im Grand Théâtre de la Ville de Luxembourg, Luxemburg
- 2023–2024: A menina do mar von Sophia de Mello Breyner Andresen im CAPE, Luxembourg
- 2023–2025: Café Terminus von Eugene O’Neill im Théâtre National du Luxembourg, Luxemburg